# Ageratina robinsoniana
Ageratina robinsoniana là một loài thực vật có hoa trong họ Cúc. Loài này được (Greene) B.L.Turner mô tả khoa học đầu tiên năm 1987.